# بوب ناش
بوب نـاش (بالإنجليزية: Bob Nash)‏ هو لاعب كرة قدم أمريكية أمريكي، ولد في 16 ديسمبر 1892 في مقاطعة ميث في جمهورية أيرلندا، وتوفي في 31 يناير 1977 في Winchester, Connecticut ‏ في الولايات المتحدة.

## وصلات خارجية
- بوب نـاش على موقع مرجع كرة القدم المحترفة.كوم (الإنجليزية)